# Hubert Keßler (Fußballfunktionär)
Hubert Keßler (* 13. Oktober 1934 in Schauerberg; † 16. Juli 2008) war ein deutscher Fußballfunktionär. Von 1996 bis 1998 war er Präsident des 1. FC Kaiserslautern.
Keßler war seit April 1964 Mitglied des FCK und wurde im Juli 1996 Präsident des Vereins und Nachfolger von Norbert Thines, der am 9. Juli zurückgetreten war. Keßler war der bis dato letzte ehrenamtliche Präsident des 1. FC Kaiserslautern. Auch wegen seiner Freundschaft zu Otto Rehhagel wirkte Keßler auf dessen Verpflichtung als Trainer der Mannschaft hin.  
Während seiner Amtszeit stiegen die „Roten Teufel“ mit Trainer Otto Rehhagel in die Bundesliga auf (1996/97) und wurden ein Jahr darauf sensationell Deutscher Meister (1997/98), was zuvor keiner anderen Bundesligamannschaft gelang.
1998 übernahm Jürgen Friedrich das Amt und Keßler wechselte in den Aufsichtsrat, dem er bis zum 5. November 2002, zuletzt als Vorsitzender, angehörte. In diese Zeit fällt die Bekanntgabe des Spielortes Kaiserslautern im Rahmen der Fußball-Weltmeisterschaft 2006 durch Franz Beckenbauer, mit dem Keßler insbesondere durch sein sportliches Engagement befreundet war. Für seine Verdienste als Präsident erhielt er den goldenen Ehrenring des Vereins. 
Neben seinem Engagement im Fußball arbeitete Keßler als Versicherungskaufmann.
In der Nacht zum Mittwoch, den 16. Juli 2008, verstarb Hubert Keßler 73-jährig nach schwerer Krankheit.